# Крістіна Юліана Баден-Дурласька
Крістіна Юліана Баден-Дурласька (12 вересня 1678 — 10 липня 1707) — герцогиня Саксен-Айзенаська в шлюбі з Йоганном Вільгельмом Саксен-Айзенаським.

## Життя
Крістіна Юліана народилася в замку Карлсбург в сім'ї Карла Густава Баден-Дурласького (молодшого брата маркграфа Фрідріха VII) та його дружини Анни Софії Брауншвейг-Вольфенбюттельської. Вона була єдиною дитиною, що вижила (її троє молодших братів померли немовлятами).
27 лютого 1697 року у Вольфенбюттелі Крістіна Юліана вийшла заміж за Йоганна Вільгельма Саксен-Айзенаського (молодшого брата герцога Йоганна Георга II Саксен-Айзенаського). Це був другий шлюб для Йоганна Вільгельма, від першого у нього залишилися син та дочка.
Через рік після весілля її чоловік успадкував герцогство від свого брата, оскільки той помер, не залишивши по собі нащадків. Крістіна Юліана народила сімох дітей, та вижило лише троє. Вона померла через місяць після народження сьомої дитини та була похована в церкві Святого Георга в Айзенаху.

## Діти
У Крістіни Юліани було семеро дітей, але лише три дочки пережили дитинство:
- Йоганетта Антонієтта (1698—1726) — дружина спадкоємного принца Саксен-Вайссенфельського Йоганна Георга, мала єдиного сина;
- Кароліна Крістіна (1699—1743) — дружина ландграфа Гессен-Філіппстальського Карла I, мала п'ятеро дітей;
- Антон Густав (1700—1710) — прожив 10 років;
- Шарлотта Вільгельміна (1703—1774) — одружена не була, дітей не мала;
- Йоганетта Вільгельміна (1704—1705) — прожила 4 місяці;
- Карл Вільгельм (9 січня — 24 лютого 1706) — прожив півтора місяця;
- Карл Август (1707—1711) — прожив 3 роки.